# Haakon Wallem
Johan Haakon Wallem, né le 11 août 1870 à Bergen et mort le 9 juin 1951, est un armateur et philanthrope norvégien.

## Biographie
Haakon Wallem est un mécène qui a financé un certain nombre d'activités culturelles à Bergen. Sa philanthropie l'amène à financer, en partie, la reconstruction du village de Bouchavesnes en France, dans le département de la Somme après la Première Guerre mondiale. Il collecte également des fonds à Bergen en Norvège (100 000 francs) pour mener à bien la reconstruction du village. En signe de reconnaissance, la commune de Bouchavesnes prend en 1920 le nom de Bouchavesnes-Bergen. Haakon Wallem reçoit la Légion d'honneur des mains du maréchal Foch dont il avait financé la statue érigée dans le village et qui lui avait désigné Bouchavesnes comme le lieu le plus touché par les combats dans ce secteur du front.
En 1922, des problèmes de trésorerie conduisent Haakon Wallem à vendre plusieurs de ses propriétés. Il garde cependant sa magnifique propriété d'Erviken (Haute Mestervik) grâce à un prêt de son ami Johan Ludwig Mowinckel. En 1925, il réussit à établir un nouveau bureau à Hong Kong.